# Es lebt!
Es lebt! (Originaltitel Habitat) ist ein Science-Fiction-Film von Rene Daalder aus dem Jahr 1997. In Deutschland wurde der Film ab dem 7. Mai 1997 auf VHS vermarktet.

## Handlung
Die Erde hat sich durch die Umweltzerstörung des Menschen in eine Wüstenlandschaft verwandelt. Die Ozonschicht ist zerstört und die meisten Lebewesen sind ausgestorben. Alle übrigen Arten, die überlebt haben, müssen sich vor der Sonne schützen. In dieser lebensfeindlichen Umgebung forscht der Wissenschaftler Hank Symes mit künstlichen Lebensformen, die das Wachstum von Pflanzen beschleunigen und somit die Erde retten sollen. Als eines Tages ein Experiment misslingt, mutiert Hank zu einem „Partikelschwarm“.

## Kritiken
Cinema sah einen „ökologisch angehauchten Fantasy-Horror“. „Bei dem trashigen Spaß [blühen] bizarre Ideen, überzogene Figuren und billige Tricks.“.
Das Lexikon des internationalen Films urteilte, der „Fantasy-Öko-Liebesfilm in bester B-Film-Tradition, [nimmt] die Zuschauer durch ein fantasievolles Dekor, gute Kameraarbeit und sympathische Darsteller für sich ein.“ Es gäbe zwar „einige anregende Aspekte zum Verhältnis des Menschen zur Natur“, jedoch „wirkt der gedankliche Hintergrund aufgesetzt und ist nicht frei von kitschig-utopischen Überlegungen“.